# AGM-154 Joint Standoff Weapon

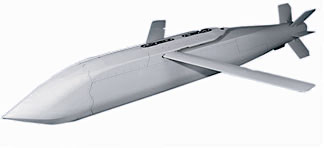
Die AGM-154 JSOW

Bei der AGM-154 Joint Standoff Weapon (JSOW) handelt es sich um eine präzisionsgelenkte Gleitbombe, die primär von den US-Streitkräften eingesetzt wird. Produziert wird sie vom US-Konzern RTX Corporation.

## Geschichte

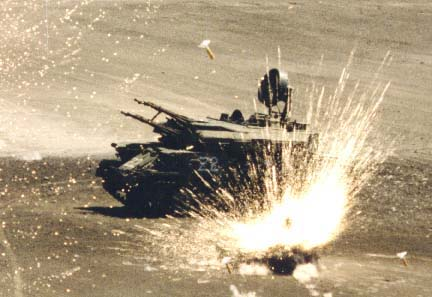
ZSU-23-4-Hartziel

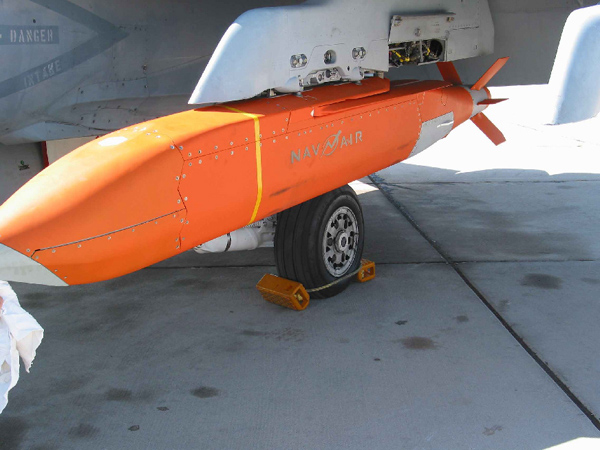
Eine AGM-154C ist zu Testzwecken (orange) an eine F/A-18 Hornet montiert

Die Entwicklung der AGM-154 JSOW begann ursprünglich im Jahre 1986, als die US Navy das „Advanced Interdiction Weapon System“-Programm startete. Ziel war die Entwicklung einer präzisionsgelenkten Fire & Forget Abstandswaffe, um die lasergelenkten Waffen AGM-123 Skipper II, AGM-65E Maverick und Paveway abzulösen. Im Juni 1992 gewann Texas Instruments (Rüstungssparte inzwischen Teil von Raytheon) die Ausschreibung und wurde beauftragt einige Demonstrationsmodelle der AGM-154A herzustellen. Im selben Jahr wurde das AIWS mit einem ähnlichen Programm der US Air Force zusammengelegt und wird seitdem als „Joint Standoff Weapon“ bezeichnet. Das Lastenheft forderte nun eine günstige, leichte Waffe mit mindestens 9 km Reichweite bei einem Abwurf aus geringer Höhe. Auch eine Befähigung für das sogenannte „lock-on after launch“-Verfahren (LOAL) wurde verlangt, das es der Bombe ermöglicht, das Ziel selbständig nach dem Abwurf durch die Trägerplattform zu erkennen und zu bekämpfen. Da eine Vielzahl von verschiedenen Zielen bekämpft werden sollte, gehörte ein modularer Gefechtskopf ebenfalls zum Forderungskatalog. Als Lösung entwickelte Texas Instruments eine Gleitbombe mit einer GPS/INS-Steuerung. Der erste gesteuerte Testabwurf fand im Dezember 1994 statt und im Februar 1997 begann die operationelle Erprobung durch die US Navy, die nach 44 Tests mit einer Erfolgsrate von 96 % abgeschlossen wurde. Die anfängliche Gefechtsbereitschaft („Initial Operational Capability“, IOC) wurde 1999 erreicht. Im selben Jahr begann auch die Serienfertigung.
Im Februar 2006 erhielt Raytheon aufgrund des hervorragenden Projektmanagements den „David Packard Excellence in Acquisition Award“, die höchste Auszeichnung des US-Verteidigungsministeriums für ein Entwicklungs- und Beschaffungsprogramm.
Aktuell (Stand: August 2008) liegen insgesamt 546 Bestellungen für die AGM-154A (231 für die US Navy, 315 für die US Air Force) und 421 für die AGM-154C vor. Der Stückpreis bewegt sich je nach Variante im Bereich von 300.000 bis 350.000 US-Dollar. Bis zum Oktober 2010 wurden insgesamt 3500 JSOWs ausgeliefert und über 400 im Kampf eingesetzt.

## Technik

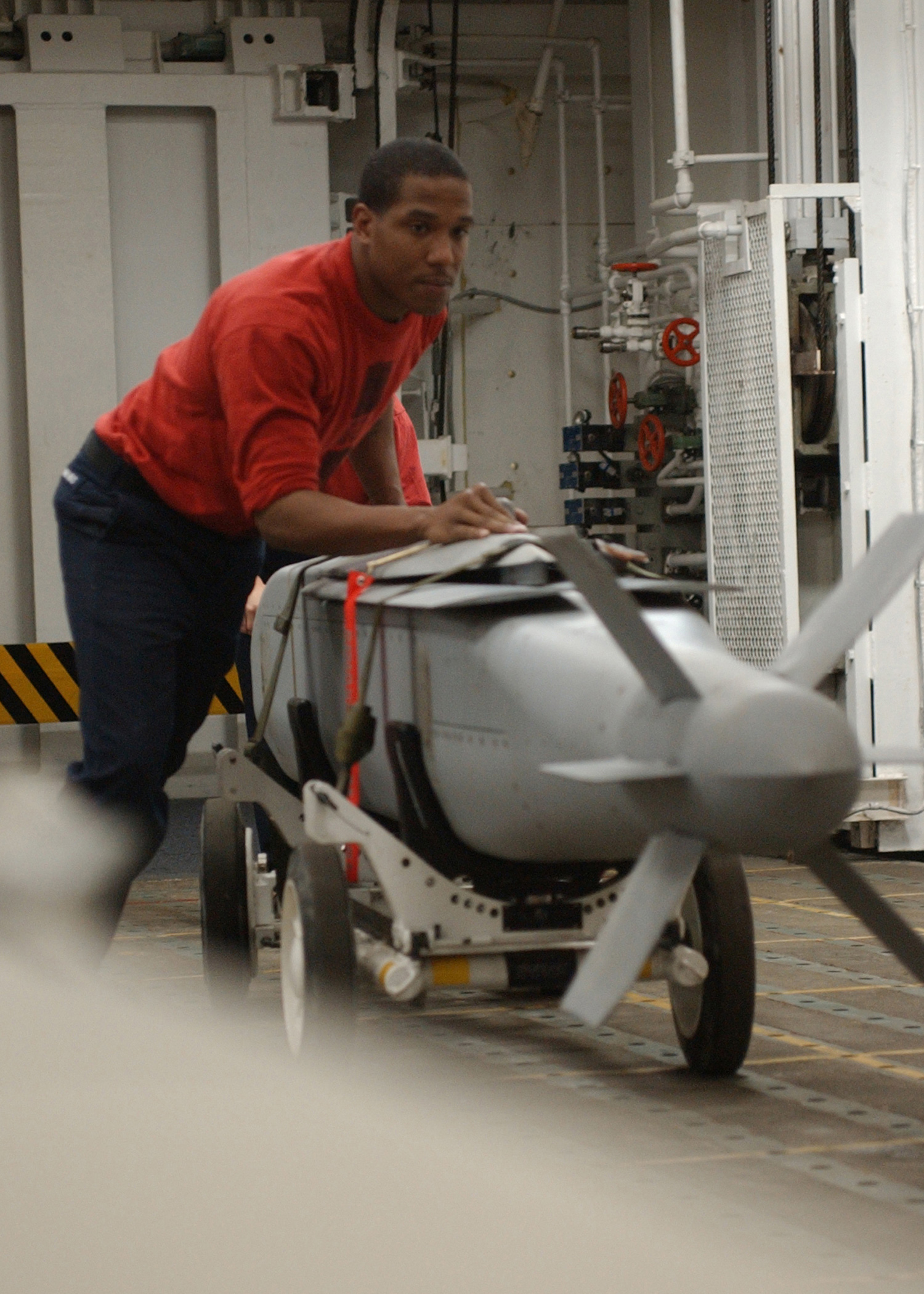
Heckansicht einer AGM-154

Als primäre Quelle für den nötigen Auftrieb dienen zwei Schwenkflügel, die Lageregelung erfolgt durch vier kleine kreuzförmig angeordnete Flügel am Heck sowie zwei kleine horizontale Kontrollflächen. Das GPS/INS-Navigationssystem erreicht einen CEP von unter drei Metern. Mittels eines Datenlinks kann die JSOW auch nach dem Abwurf durch eine kompatible Plattform nachträglich mit neuen Daten versorgt werden. Die Zelle weist im Vergleich zu ähnlichen Bomben eine erheblich geringere Radar- und Infrarot-Signatur auf (Tarnkappentechnik), um auch moderne Luftabwehrsysteme, zum Beispiel 9K330 Tor oder S-300P, umgehen oder bekämpfen zu können.

## Varianten

### AGM-154A
Dies ist die erste einsatzfähige Variante der JSOW und wurde schon über 400-mal eingesetzt, vor allem im Irak und in Afghanistan. Sie verwendet ein Auswurfsystem für 145 BLU-97/B Streubomben, die jeweils 1,54 kg wiegen. Diese können sowohl „Weichziele“ als auch leicht gepanzerte Ziele bekämpfen, da sie über einen Splitter- und einen Hohlladungsgefechtskopf verfügen.

#### AGM-154A-1
Diese Version baut auf der Block II-Konfiguration auf und versieht die AGM-154A mit einem BLU-111 Gefechtskopf, der im Wesentlichen auf der Mark-82-Bombe basiert. Dieser ist für die Bekämpfung von verbunkerten bzw. gehärteten Zielen vorgesehen, weswegen er sich in einem massiven Stahlgehäuse befindet. Der Gefechtskopf wiegt 227 kg und enthält 83 kg Sprengstoff, die Produktion begann im Jahre 2006.

### Block II
Im Juni 2007 lieferte Raytheon die erste überarbeitete „Block II“-Variante aus. Diese Version ist durch optimierte Fertigungsprozesse und eine modifizierte Konstruktion um mehr als 25 % kostengünstiger. Außerdem verfügt die Bombe über ein verbessertes Inertialnavigationssystem und einen neuen, störfesten GPS-Empfänger. Alle zukünftigen A- und C-Varianten, sowie deren Unterversionen, werden auf Basis des Block II-Standards gefertigt.

### AGM-154B
Die AGM-154B enthält sechs BLU-108/B „Sensor Fuzed Munition“ Gefechtsköpfe zur Bekämpfung von beweglichen, stark gepanzerten Zielen. Jeder Gefechtskopf setzt nach dem Ausbrennen des kleinen Raketenmotors und dem Erreichen einer bestimmten Höhe vier weitere Submunitionseinheiten aus, die als „Skeet“ bezeichnet werden. Diese verfügen über einen Dualband Infrarotsensor, der selbständig nach Zielen sucht und diese anschließend mit einem Hohlladungsgefechtskopf bekämpft.
Die Entwicklung dieser Version ist zwar abgeschlossen, allerdings hat die Air Force ihre Beteiligung an diesem Projekt aufgegeben, was dazu führte, dass die Navy ihre Beschaffung bis auf weiteres ausgesetzt hat.

### AGM-154C

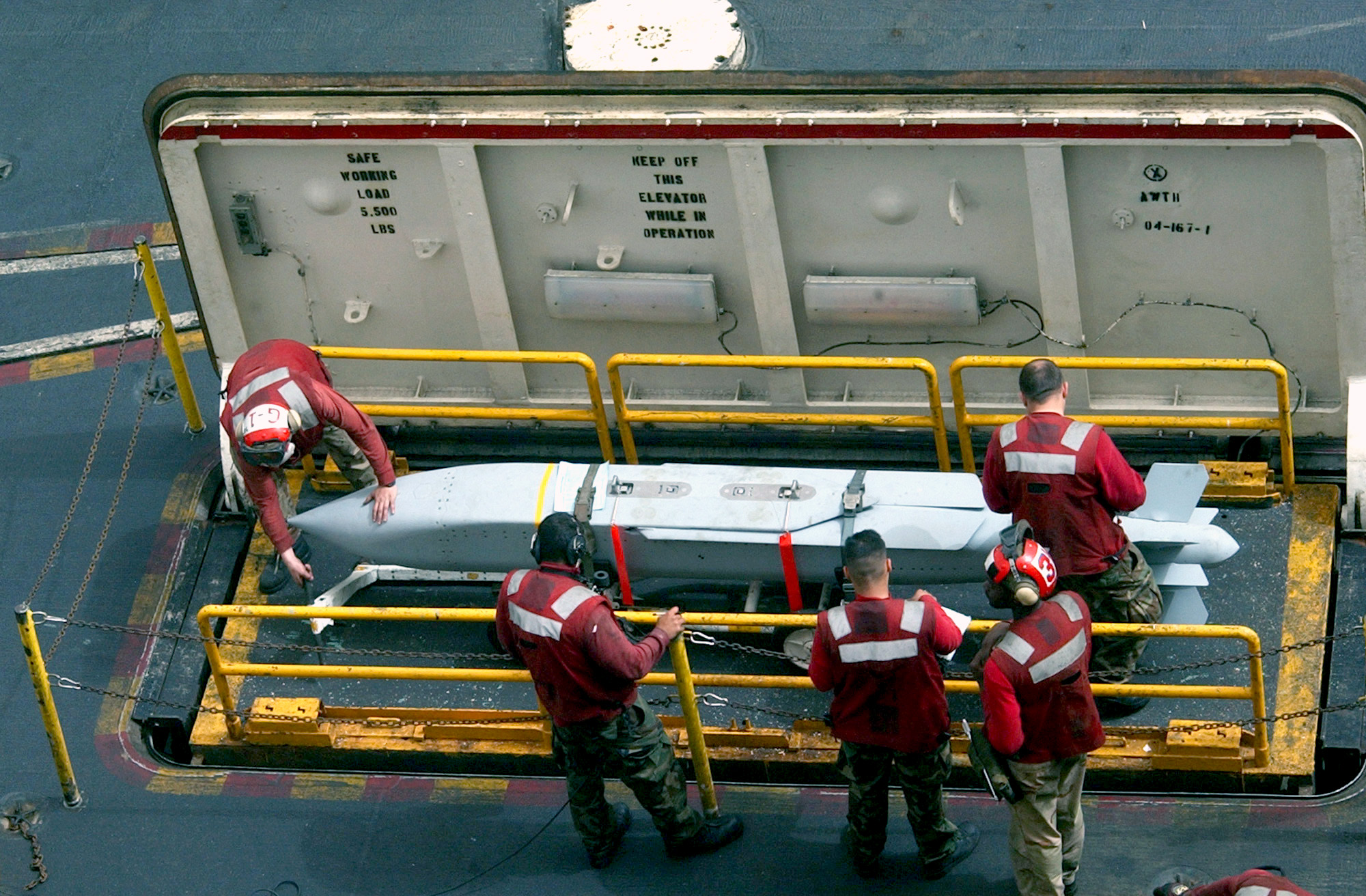
Eine AGM-154C auf einem Waffenaufzug an Bord eines Flugzeugträgers

Diese Variante wird exklusiv für die Navy gebaut. Sie besitzt einen zusätzlichen FLIR-Sensor, der im niedrigen Infrarotspektrum arbeitet und über eine automatische Zielerfassung verfügt, um eine noch höhere Präzision zu erreichen (CEP: 1,2 Meter). Es kommt der BROACH-Gefechtskopf von BAE Systems zum Einsatz, der auch stark gehärtete Ziele effektiv bekämpfen kann. Die Serienproduktion läuft seit Dezember 2004.

#### AGM-154C-1
Primäres Merkmal dieser Version (die vormals als „JSOW Block III“ bezeichnet wurde) ist der Zwei-Weg-Datenlink (WDL), der es der Abwurfplattform ermöglicht, mittels eines UHF- oder Link-16-Datenlinks diverse Statusmeldungen von der Bombe zu erhalten und neue Befehle zu senden. Durch weitere Verbesserungen des Zielerkennungsalgorithmus und des Infrarotsuchkopfes, der in den Jahren 2005 und 2006 umfangreich erprobt wurden, ist nun auch die effektive Bekämpfung von beweglichen Boden- und insbesondere Seezielen möglich. AGM-154C-1 hat eine Reichweite von über 100 km und verwendet einen Hohlladungsgefechtskopf. Am 13. März erhielt Raytheon den Auftrag, 280 AGM-154C-1 zu einem Gesamtpreis von 107 Mio. US-Dollar herzustellen und auszuliefern. Mitte Juni 2016 wurde die Initial Operating Capability erreicht.

### AGM-154D
Bei dieser Version, die auf dem AGM-154A-Modell basiert und teilweise als „JSOW-ER“ bezeichnet wird, kommt zur Erhöhung der Reichweite ein Williams WJ24-8 Turbojet mit 1,07 kN Schub zum Einsatz.

### AGM-154E
Gleicht der D-Version, basiert jedoch auf dem AGM-154C-Modell.

## Plattformen
- F-15E Strike Eagle 1
- F-16 Fighting Falcon 1
- F/A-18 Hornet 1
- F-35 Lightning II
- B-1B Lancer
- B-2 Spirit 1
- B-52 Stratofortress 1
- P-3 Orion
- Eurofighter
- Saab JAS-39 Gripen
- Panavia Tornado

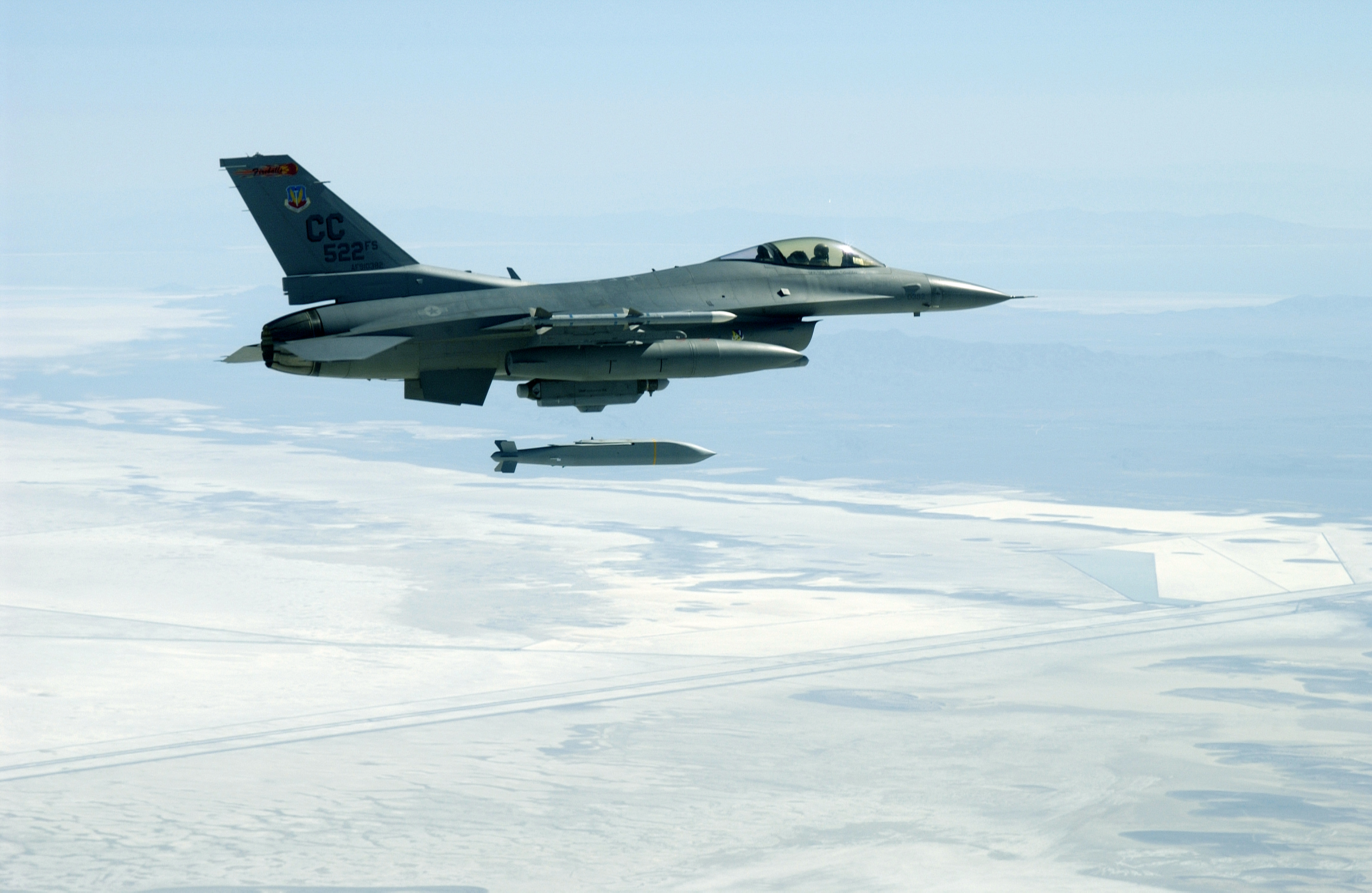
Eine F-16 wirft eine AGM-154 ab

1 Vollständige Integration abgeschlossen (Stand: August 2008)

## Technische Daten
| System          | AGM-154A                     | AGM-154A-1                   | AGM-154B                     | AGM-154C                     | AGM-154C-1                                  | AGM-154D                    | AGM-154E                    |
| --------------- | ---------------------------- | ---------------------------- | ---------------------------- | ---------------------------- | ------------------------------------------- | --------------------------- | --------------------------- |
| Länge           | 4,1 m                        | 4,1 m                        | 4,1 m                        | 4,1 m                        | 4,1 m                                       | 4,1 m                       | 4,1 m                       |
| Spannweite      | 2,69 m                       | 2,69 m                       | 2,69 m                       | 2,69 m                       | 2,69 m                                      | 2,69 m                      | 2,69 m                      |
| Breite          | 0,34 m                       | 0,34 m                       | 0,34 m                       | 0,34 m                       | 0,34 m                                      | 0,34 m                      | 0,34 m                      |
| Startgewicht    | je nach Variante ca. 475 kg  | je nach Variante ca. 475 kg  | je nach Variante ca. 475 kg  | je nach Variante ca. 475 kg  | je nach Variante ca. 475 kg                 | je nach Variante ca. 475 kg | je nach Variante ca. 475 kg |
| Antrieb         | keiner                       | keiner                       | keiner                       | keiner                       | keiner                                      | WJ24-8 Turbojet             | WJ24-8 Turbojet             |
| Geschwindigkeit | Unterschall (subsonisch)     | Unterschall (subsonisch)     | Unterschall (subsonisch)     | Unterschall (subsonisch)     | Unterschall (subsonisch)                    | Unterschall (subsonisch)    | Unterschall (subsonisch)    |
| Reichweite      | Abwurfhöhe 12 km: 115–130 km | Abwurfhöhe 12 km: 115–130 km | Abwurfhöhe 12 km: 115–130 km | Abwurfhöhe 12 km: 115–130 km | Abwurfhöhe 12 km: 115–130 km                | 290 km                      | 290 km                      |
| Lenkung         | GPS, INS, Datenlink          | GPS, INS, Datenlink          | GPS, INS, Datenlink          | GPS, INS, FLIR, Datenlink    | GPS, INS, FLIR, UHF/Link 16 2-Weg Datenlink | GPS, INS, Datenlink         | GPS, INS, FLIR, Datenlink   |
| Gefechtskopf    | 145 × BLU-97/B               | BLU-111                      | 6 × BLU-108                  | BROACH                       | u. a. BROACH                                | 145 × BLU-97/B              | BROACH                      |

## Nutzerstaaten
Daten aus
- Australien – 50 AGM-154C/C-1
- Finnland – 11 AGM-154C, größerer Zukauf angekündigt[8]
- Griechenland – 40 AGM-154C
- Katar – 200 AGM-154C
- Marokko – 40 AGM-154C[9]
- Oman – 48 AGM-154C[10]
- Polen – 78 AGM-154C
- Saudi-Arabien – 953 AGM-154C/C-1
- Singapur – 60 AGM-154A/C
- Taiwan – 56 AGM-154A
- Türkei – 104 AGM-154A/C
- Ukraine - unbekannte Anzahl[11][12]
- Vereinigte Staaten – Unbekannte Anzahl